# 1-Billion-Dollar-Münze

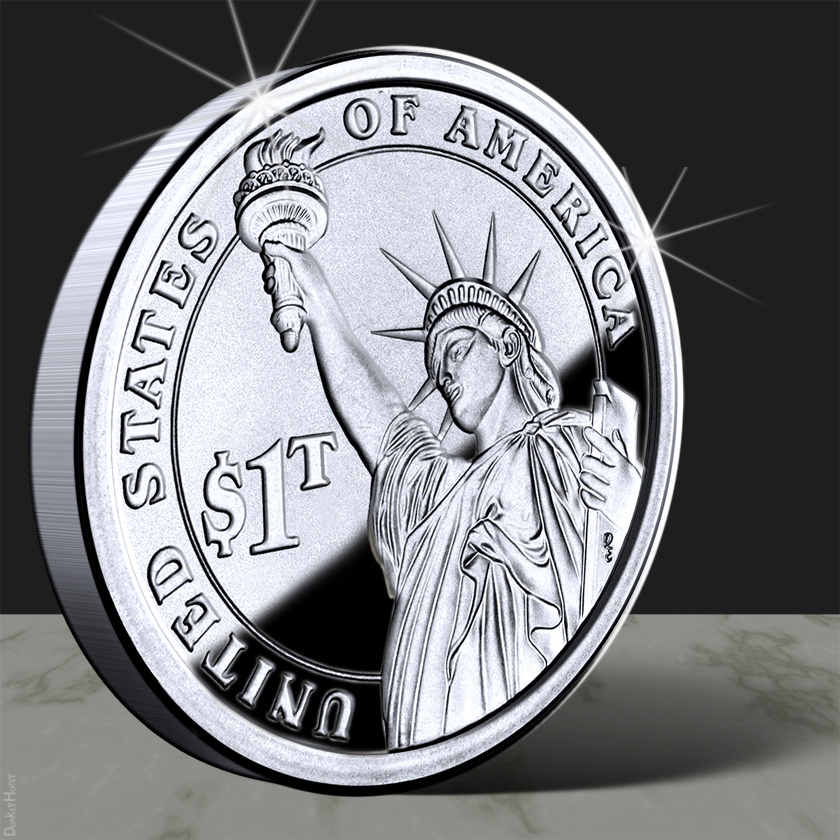
Grafischer Entwurf einer trillion-dollar coin

Die Prägung einer – deutschsprachig – 1-Billion-Dollar-Münze (engl. trillion-dollar coin; 1.000.000.000.000-Dollar-Münze) aus Platin ist ein seit den 1990er Jahren in den Vereinigten Staaten diskutiertes Konzept zur Umgehung der Fiskalklippe, bei der eine Gesetzeslücke ausgenutzt werden würde. Bisher wurde eine solche Münze noch nicht geprägt.

## Hintergrund
Nach Artikel I Abschnitt 8 der Verfassung der Vereinigten Staaten kann nur der Kongress die Aufnahme von Krediten durch die Vereinigten Staaten genehmigen. Der Kongress musste bis 1917 jede einzelne Anleihe direkt genehmigen. Um mehr Flexibilität für die Finanzierung der Beteiligung der Vereinigten Staaten am Ersten Weltkrieg zu schaffen, änderte der Kongress am 24. September 1917 im Second Liberty Bond Act (faktisch: „Zweites Kriegsanleihegesetz“, wörtlich „Zweites Gesetz über Freiheitsanleihen“) die Methode, mit der er Schulden genehmigte. Mit diesem Gesetz legte der Kongress eine Obergrenze für den Gesamtbetrag neuer Anleihen fest, die ausgegeben werden konnten. Damit sollte der Exekutive mehr Flexibilität zur Geldausgabe gegeben werden, ohne dass jedes Mal ein neues Gesetz vom Kongress dazu verabschiedet werden muss.
Die derzeitige Schuldenobergrenze ist eine Gesamtgrenze, die für fast alle Bundesschulden gilt. Sie ist im Wesentlichen durch die Public Debt Acts („Staatsschuldengesetze“) von 1939 und 1941 festgelegt, die später geändert wurden, um den Höchstbetrag anzupassen.
Wird die gesetzlich festgelegte Schuldengrenze erreicht, so darf der Staat keine neuen Schulden aufnehmen. Es droht eine Zahlungsunfähigkeit (Staatsbankrott), da Verbindlichkeiten nicht mehr bedient werden können. Das Schatzamt könnte keine Zinszahlungen leisten oder Anleger bezahlen, deren Staatsanleihen fällig werden. Die Folgen eines Staatsbankrotts der Vereinigten Staaten wären für die weltweiten Finanzmärkte und die Stabilität des gesamten Finanzsystems katastrophal.
Die Wahrscheinlichkeit, dass der Kongress nicht mit einem ausreichenden zeitlichen Vorlauf die Schuldenobergrenze erhöht, ist speziell bei einem divided government („geteilte Regierung“) gegeben, da die unterschiedlichen Parteien unterschiedliche Ziele verfolgen.
Um einen drohenden Staatsbankrott ohne Anhebung der Schuldengrenze zu vermeiden, wäre ein strikter Sparkurs (Austerität), ohne weitere Neuverschuldung, die naheliegendste Lösung. Dies hat allerdings meist erhebliche negative Einflüsse auf die Konjunktur. Keine zulässige Lösung ist in den Vereinigten Staaten indes die Erhöhung der Geldmenge. Das Drucken neuer Dollarnoten würde prinzipiell das Problem lösen, jedoch darf die US-Regierung nicht die Geldmenge erhöhen. Das liegt in der Zuständigkeit der Federal Reserve (Fed), also der Zentral- und Notenbank.

## Das Konzept der 1-Billion-Dollar-Münze

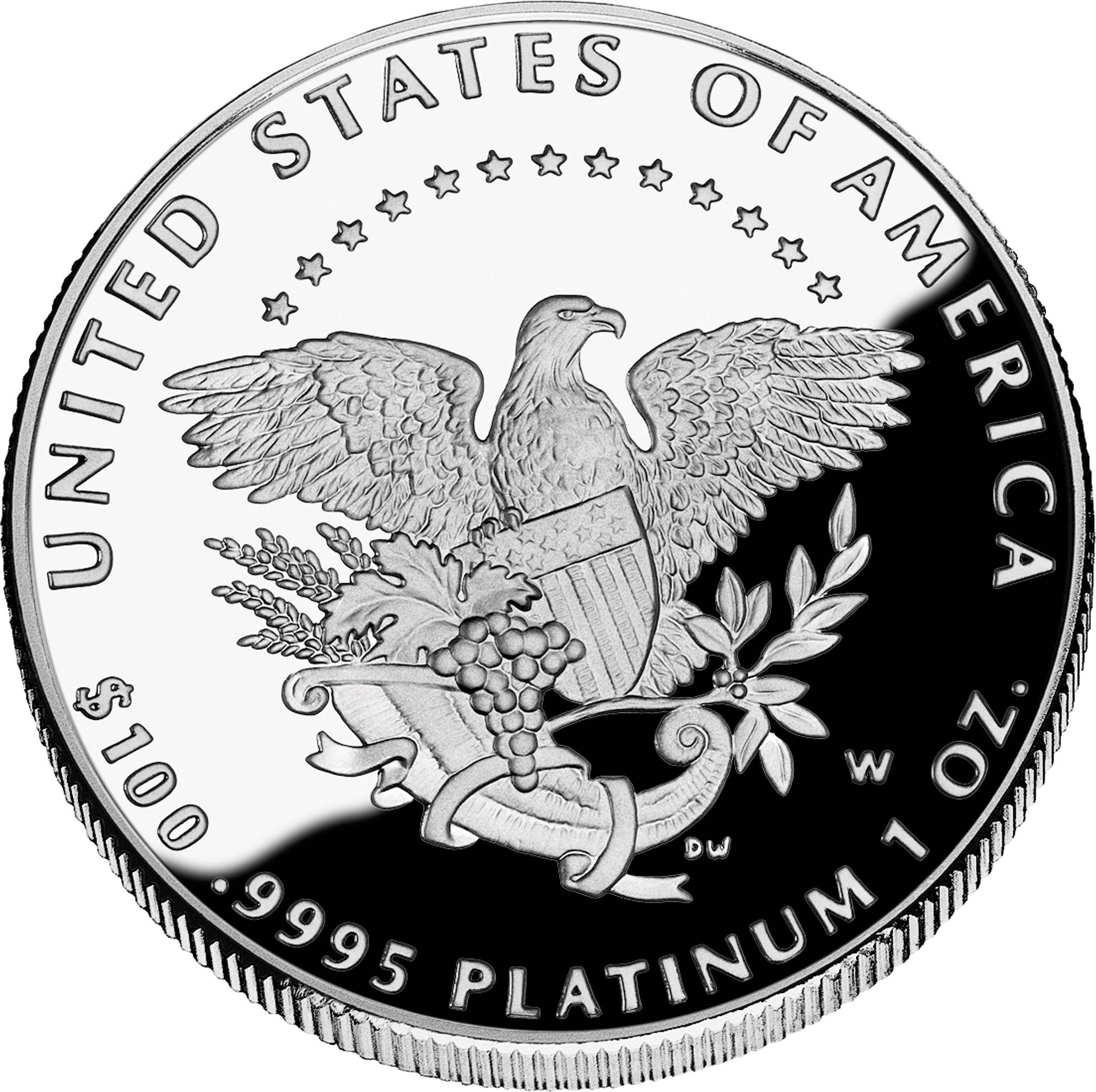
American Platinum Eagle mit einem Nennwert von 100 US-Dollar aus dem Jahr 2005

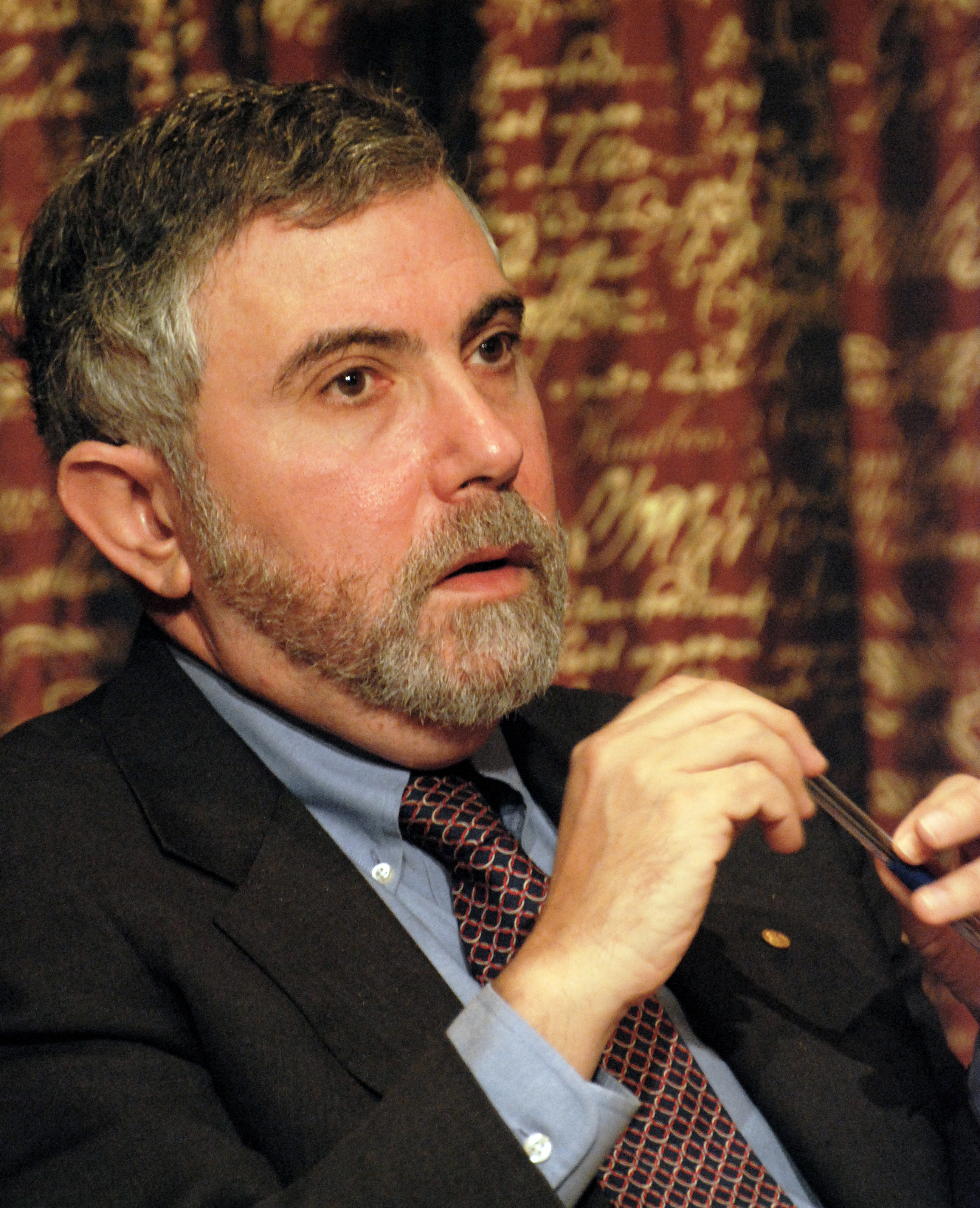
Paul Krugman (2008), einer der Befürworter der 1-Billion-Dollar-Münze

Die US-Regierung darf zwar nicht die Geldmenge erhöhen, um das Problem der Schuldenobergrenze zu lösen, aber sie darf Münzen aus Platin prägen lassen.
Diese Möglichkeit ist eigentlich für die Prägung von Gedenkmünzen vorgesehen, wie sie seit 1997 als American Platinum Eagle ausgegeben werden.
Das Konzept der 1-Billion-Dollar-Münze sieht vor, dass die US-Regierung eine Münze mit dem Nennwert von 1 Billion US-Dollar prägen lässt und sie bei der Federal Reserve hinterlegt. Der Wirtschaftswissenschaftler Paul Krugman sieht darin „nichts anderes als neue Schulden […]“, „aber da die Schuldengrenze an sich verrückt ist, gibt es einen guten Grund, jeden verfügbaren Trick auch anzuwenden.“ (So this is all a gimmick — but since the debt ceiling itself is crazy, allowing Congress to tell the president to spend money then tell him that he can’t raise the money he’s supposed to spend, there’s a pretty good case for using whatever gimmicks come to hand.)
Der Nennwert der Münze entspricht dem Kurswert von etwa 33.000 Tonnen Platin (Kurswert von Platin im Juni 2023: ca. 30.000 €/kg). Im Vergleich dazu lag die geförderte Platinmenge des Jahres 2020 bei etwa 170 Tonnen.

## Mögliche Auswirkungen und Realisierbarkeit
Bei der 1-Billion-Dollar-Münze würde es sich um Schuldner-freies Geld („Nettogeld“) handeln. Im Gegensatz zu Geld im Umlauf würde jedoch Nettobuchgeld geschaffen werden. Es würde ein Soll ohne Haben verbucht werden.
Ein Überfluss an Geld korreliert mit einem Mangel an Gegenwert. Die Produktion einer Münze mit einem Nennwert von 1 Billion US-Dollar wäre eine reine Geldproduktion, ohne dabei an anderer Stelle einen Mangel zu produzieren.
Die möglichen Auswirkungen auf eine Inflation werden kontrovers diskutiert.
Auch die praktische Umsetzung wird kontrovers diskutiert. Edmund C. Moy, ehemaliger Director of the United States Mint, äußerte in einem Interview Zweifel daran, dass die Federal Reserve die 1-Billion-Dollar-Münze kaufen könnte. Er wies darauf hin, dass nach dem derzeitigen System für die Einleitung von Münzbestellungen der Auftrag möglicherweise vom derzeitigen Vorsitzenden des Federal Reserve System (chairman of the Board of Governors of the Federal Reserve System) oder von einem der 12 Präsidenten der regionalen Federal Reserve Banks erteilt werden müsste. Sein Vorgänger Philip N. Diehl widersprach Moy, bekundete aber, dass die Prägung einer Billionen-Dollar-Münze schlechter als eine Anhebung oder Aufhebung der Schuldengrenze, aber weitaus besser als ein Zahlungsausfall und die damit verbundenen Konsequenzen wäre.
Die US-Finanzministerin Janet Yellen sagte im Januar 2023, dass die Federal Reserve wahrscheinlich keine 1-Billion-Dollar-Platinmünze akzeptieren würde, wenn die Regierung Biden versuchen würde, eine zu prägen, um eine Überschreitung des Schuldenlimits zu vermeiden. Sie wies damit die Idee zurück, die geäußert wurde, um den Kongress in dieser Frage zu umgehen.

## Ideenursprung
Die Idee, dass das Finanzministerium eine Münze prägt und sie an die Federal Reserve schickt, um die Schulden zu tilgen, wurde erstmals 1992 von Bo Gritz (* 1939), dem Präsidentschaftskandidaten der Populist Party, propagiert. Während seiner Reden hielt er eine ca. 125 mm große Modellmünze hoch. Nach der Weltfinanzkrise 2007–2008 gewann die Idee bei den Demokraten an Popularität, da der Kongress nicht in der Lage war, einen Haushalt vorzulegen, ohne die Schuldenobergrenze zu überschreiten. Neben Krugman unterstützten verschiedene Medien, wie The Economist, The New York Times und The Washington Post, diese Idee.

## Sonstiges
In der Simpsons-Episode Die Trillion-Dollar-Note (Originaltitel: The Trouble With Trillions (a)) aus Staffel 9, Folge 20, aus dem Jahr 1998, ist Homer Simpson auf der Suche nach einem verschwundenen 1-Billion-Dollar-Schein, den Mr. Burns 1945 gestohlen hatte. Präsident Truman ließ damals den Schein drucken, um den Wiederaufbau Westeuropas nach dem Krieg zu unterstützen. Auf diese Episode nehmen US-Politiker und Medien häufig Bezug, wenn es um die mögliche Prägung der 1-Billion-Dollar-Münze geht.
1934 und 1935 wurden Einhunderttausend-US-Dollar-Banknoten gedruckt. Sie fanden Verwendung für Transaktionen zwischen Banken und wurden nicht an die Öffentlichkeit ausgegeben.